# Grosseto-Prugna
Grosseto-Prugna é uma comuna francesa na região administrativa da Córsega, no departamento da Córsega do Sul. Estende-se por uma área de 31,56 km², com 2152 habitantes, segundo os censos de 1999, com uma densidade de 68 hab/km².